# Simão Rodrigues (pittore)
Simão Rodrigues (Alcácer do Sal, 1560 – 1629) è stato un pittore portoghese.
Allievo indiretto di Giorgio Vasari, fondò a Lisbona una fiorente bottega che fabbricò i retabli delle cattedrali di Portalegre e Leiria (1610).